# Saudia
Saudi Arabian Airlines (tiếng Ả Rập: الخطوط الجوية العربية السعودية, phiên âm: Al-Khuṭūṭ al-Jawwiyyah al-ʿArabiyyah al-Saʿūdiyyah) là hãng hàng không quốc gia Ả-rập Xê-út, trụ sở tại Jeddah.Hãng hàng không hoạt động các chuyến bay trong nước và quốc tế đến trên 90 điểm đến tại Trung Đông,châu Phi,châu Á,châu Âu và Bắc Mỹ.Chuyến bay trong nước và quốc tế đang hoạt động chủ yếu là trong tháng Ramadan và mùa Hajj.
Cơ sở hoạt động chính của hãng hàng không này là Sân bay quốc tế Quốc vương Abdulaziz (JED). Trung tâm lớn khác là Sân bay quốc tế Quốc vương Khalid (RUH), và sân bay quốc tế King Fahd (DMM). Sân bay Dammam mới được mở cửa cho thương mại sử dụng vào ngày 28 tháng 11 năm 1999. Sân bay quốc tế Dhahran đã được sử dụng cho đến khi đó, đã trở lại là được sử dụng như một căn cứ quân sự.
Saudi Arabian Airlines là thành viên của Tổ chức các hãng hàng không Ả Rập. Hãng hàng không sử dụng được các tàu sân bay lớn nhất trong khu vực, nhưng vì sự phát triển của sân bay và các hãng hàng không khác đã trở thành lớn thứ hai trong năm 2006, sau Emirates, Etihad Airways
2  Boeing 707,
20 Boeing 737,
36 Boeing 777-300ER,  
18 Airbus A350,
40 Airbus A330

## Thỏa thuận liên danh
- Czech Airlines
- Etihad Airways
- Garuda Indonesia
- Korean Air
- Oman Air
- Royal Air Maroc
- Vietnam Airlines

## Đội bay

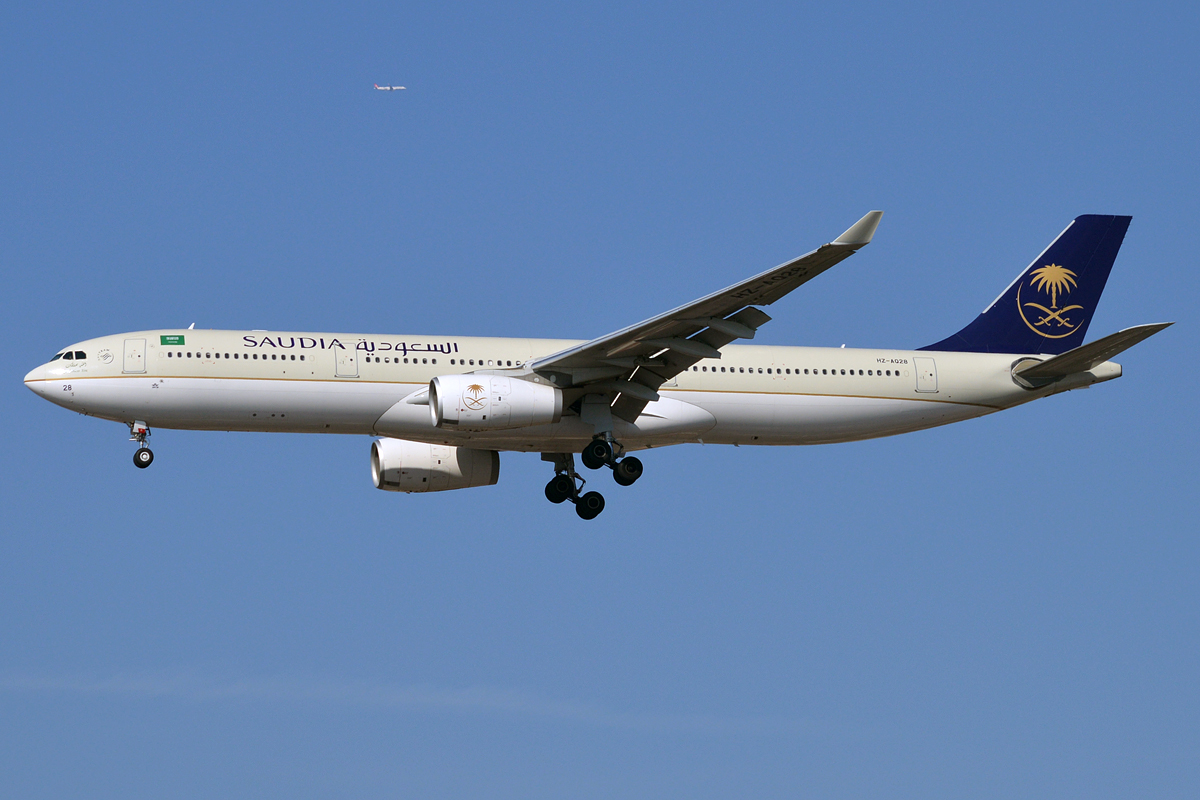
Airbus A330-343

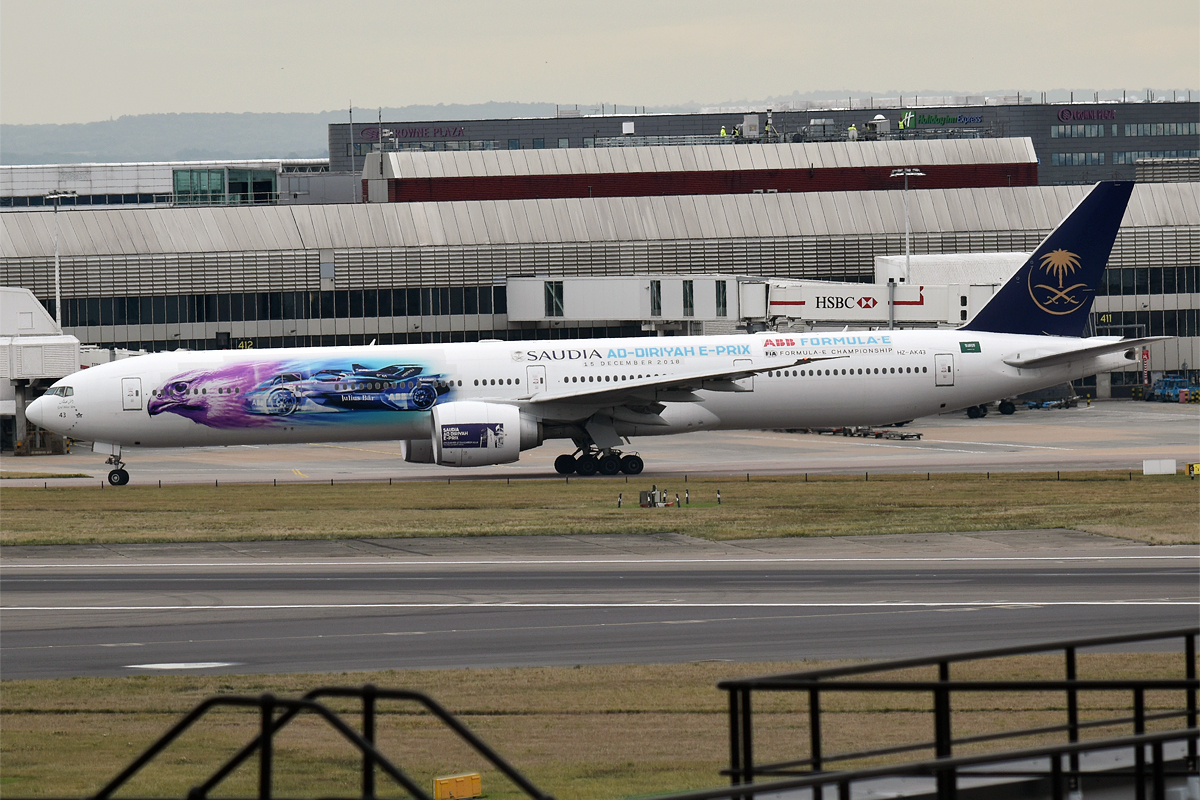
Boeing 777-300ER mang màu sơn 2018 Saudia Ad Diriyah E-Prix

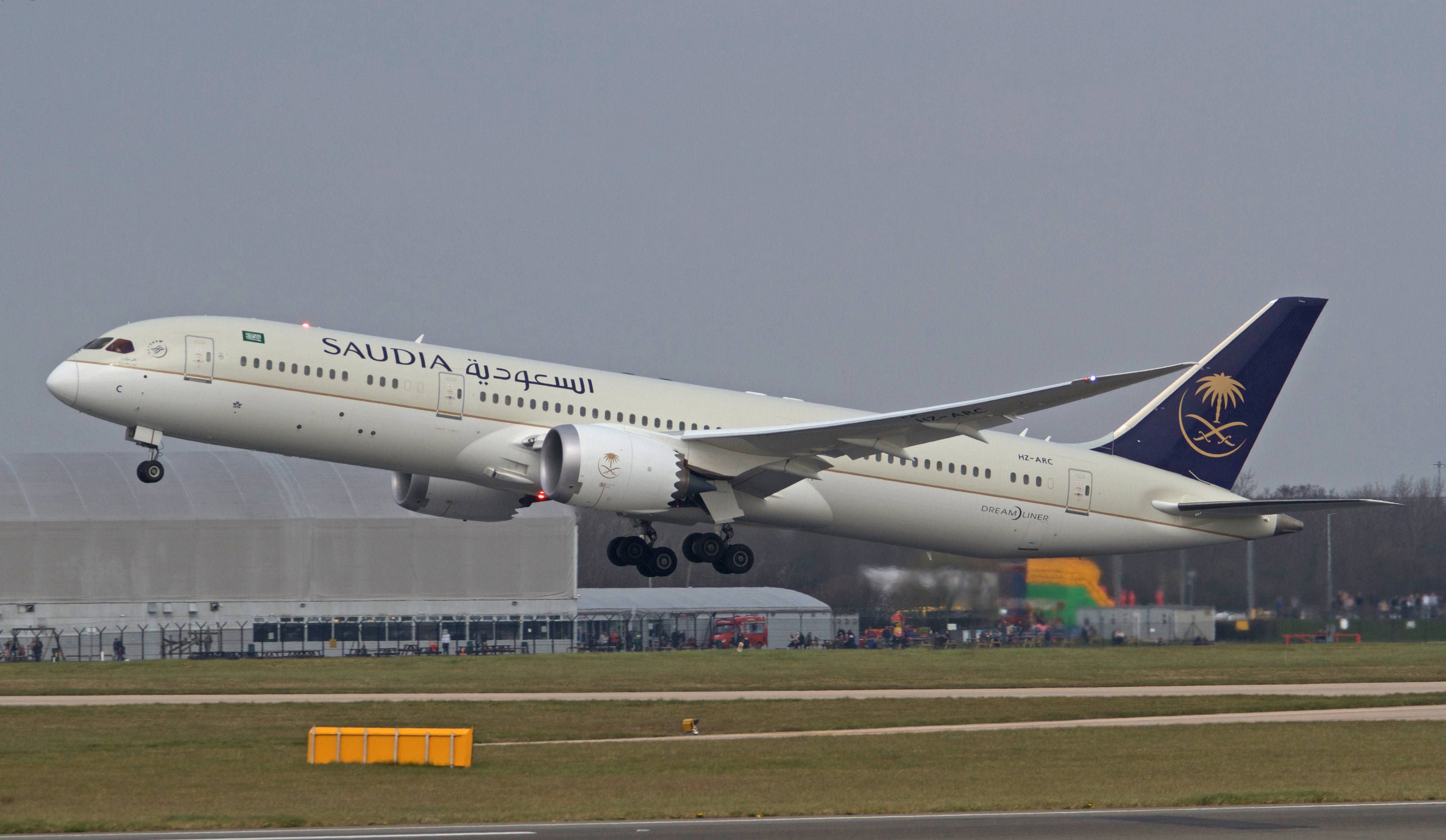
Boeing 787-9

Tính đến tháng 11/2021:
| Đội bay chở khách  | Đội bay chở khách | Đội bay chở khách | Đội bay chở khách | Đội bay chở khách | Đội bay chở khách | Đội bay chở khách | Đội bay chở khách                               |
| Máy bay            | Đang hoạt động    | Đặt hàng          | Hành khách        | Hành khách        | Hành khách        | Hành khách        | Ghi chú                                         |
| Máy bay            | Đang hoạt động    | Đặt hàng          | F                 | J                 | Y                 | Tổng              | Ghi chú                                         |
| ------------------ | ----------------- | ----------------- | ----------------- | ----------------- | ----------------- | ----------------- | ----------------------------------------------- |
| Airbus A320-200    | 46                | —                 | –                 | 12                | 120               | 132               |                                                 |
| Airbus A320-200    | 46                | —                 | –                 | 12                | 132               | 144               |                                                 |
| Airbus A320-200    | 46                | —                 | –                 | 20                | 90                | 110               |                                                 |
| Airbus A321-200    | 15                | —                 | –                 | 20                | 145               | 165               |                                                 |
| Airbus A321neo     | —                 | 20                | TBA               | TBA               | TBA               | TBA               |                                                 |
| Airbus A321XLR     | —                 | 15                | TBA               | TBA               | TBA               | TBA               |                                                 |
| Airbus A330-300    | 32                | —                 | –                 | 36                | 262               | 298               |                                                 |
| Airbus A330-300    | 32                | —                 | –                 | 36                | 252               | 288               |                                                 |
| Airbus A330-300    | 32                | —                 | –                 | 30                | 300               | 330               |                                                 |
| Boeing 777-300ER   | 33                | —                 | 12                | 36                | 242               | 290               |                                                 |
| Boeing 777-300ER   | 33                | —                 | –                 | 30                | 351               | 381               |                                                 |
| Boeing 777-300ER   | 33                | —                 | –                 | 30                | 383               | 413               |                                                 |
| Boeing 777-300ER   | 33                | —                 | –                 | 12                | 393               | 405               |                                                 |
| Boeing 787-9       | 13                | —                 | –                 | 24                | 274               | 298               | Đặt hàng sau triển lãm hàng không quốc tế Dubai |
| Boeing 787-10      | 5                 | 257               | –                 | 24                | 333               | 357               | Đặt hàng sau triển lãm hàng không quốc tế Dubai |
| Tổng cộng          | 144               | 295               |                   |                   |                   |                   |                                                 |
| Đội bay chở hàng   |                   |                   |                   |                   |                   |                   |                                                 |
| Boeing 747-400BDSF | 2                 | —                 | Cargo             | Cargo             | Cargo             | Cargo             |                                                 |
| Boeing 747-400ERF  | 1                 | —                 | Cargo             | Cargo             | Cargo             | Cargo             |                                                 |
| Boeing 747-400F    | 1                 | —                 | Cargo             | Cargo             | Cargo             | Cargo             |                                                 |
| Boeing 777F        | 4                 | —                 | Cargo             | Cargo             | Cargo             | Cargo             |                                                 |
| Tổng cộng          | 8                 | —                 |                   |                   |                   |                   |                                                 |

## Giải thưởng
- World's Most Improved Airline' năm 2017 được trao bởi SkyTrax
- World's Most Improved Airline' năm 2020 được trao bởi SkyTrax